# Arcidiecéze Siena-Colle di Val d'Elsa-Montalcino
Arcidiecéze Siena-Colle di Val d'Elsa-Montalcino (latinsky Archidioecesis Senensis-Collensis-Ilcinensis) je římskokatolická metropolitní arcidiecéze v italském Toskánsku, která tvoří součást Církevní oblasti Toskánsko.  V jejím čele stojí arcibiskup Augusto Paolo Lojudice, jmenovaný papežem Františkem v roce 2019.

## Stručná historie
Diecéze v Sieně vznikla zřejmě již ve 4. století a v roce 1459 byla povýšena na arcidiecézi. Diecéze v Montalcinu vznikla v roce 1456, diecéze v Colle di Val d'Elsa v roce 1592. Roku 1986 byly spojeny v jednu metropolitní arcidiecézi.